# Carvaka
Carvaka (en sànscrit: चार्वाक; IAST: Cārvāka), també coneguda com a Lokāyata, és una antiga escola de materialisme indi. Carvaka té el realisme ingenu i l'empirisme com a fonts adequades de coneixement, abraça l'escepticisme filosòfic i rebutja el ritualisme i el sobrenaturalisme. Va ser un sistema de creences molt popular a l'Índia abans de l'aparició de la tradició jainista i budista. Carvaka es classifica com una escola heterodoxa de filosofia índia, i es considera un exemple d'escola atea en la tradició hindú.
Brihaspati es coneix tradicionalment com el fundador de la filosofia Carvaka, tot i que alguns erudits ho posen en qüestió. Durant el període de reforma hindú del 600 aC, quan van sorgir el budisme i el jainisme, la filosofia estava ben documentada i oposada a les noves religions. Gran part de la literatura primària Carvaka, els sutres de Barhaspatya, es van perdre a causa de la minva de popularitat o per altres raons desconegudes. Els seus ensenyaments han estat recopilats a partir de la literatura secundària històrica com els que es troben en els xastres, els sutres i la poesia èpica índia, així com en els diàlegs de Siddharta Gautama i de la literatura jainista. No obstant això, hi ha un text que pot pertànyer a la tradició Carvaka, escrit pel filòsof escèptic Jayarāśi Bhaṭṭa, conegut com el Tattvôpaplavasiṁha, que proporciona informació sobre aquesta escola.
Un dels principis àmpliament estudiats de la filosofia Carvaka és el rebuig a la inferència com a mitjà per establir coneixements vàlids i universals i veritats metafísiques. En altres paraules, l'epistemologia Carvaka afirma que cada vegada que es dedueix una veritat a partir d'un conjunt d'observacions o veritats, s'ha de reconèixer el dubte, atès que el coneixement inferit és condicional.

## Filosofia
L'escola de filosofia Carvaka tenia diverses creences atees i materialistes. Va considerar que la percepció i l'observació directa eren la font de coneixement vàlida i fiable.
Carvaka considera que no hi ha res dolent en el plaer sensual. Com que és impossible tenir plaer sense dolor, Carvaka va considerar que la saviesa consistia a gaudir del plaer i evitar el dolor en la mesura del possible. A diferència de moltes de les filosofies índies de l'època, Carvaka no creia en les privacions ni rebutjava el plaer per por al dolor i considerava que aquest raonament era insensat.
Els carvakas van rebutjar moltes de les concepcions religioses ortodoxes dels hindús, budistes, jainistes i ajivakas, com ara la vida del més enllà, la reencarnació, el samsara, el karma i els ritus religiosos. Van ser crítics amb els vedes, així com amb les escriptures budistes.